# IC 2131
IC 2131 — галактика типу E (еліптична галактика) у сузір'ї Заєць.
Цей об'єкт міститься в оригінальній редакції індексного каталогу.